# نادي الموارد المائية
نادي الموارد المائية الرياضي هو أحد أندية الدوري العراقي
تأسس عام 2022 يلعب في الدوري العراقي الدرجة الثانية.